# قاضی لبضی سرخسی
قاضی لبضی سرخسی، از مشاهیر سرخسی است که درکتاب اسرارالتوحید به نام او اشاره شده‌است. وی از جمله قضات و پیشوای معتبر زمان خویش بوده‌است. همچنین وی را پیر و امام مذهب شافعی می‌دانند.